# الیسورن، بالو
الیسورن، بالو (به لاتین: Alıçören, Bolu) یک منطقهٔ مسکونی در ترکیه است که در استان بولی واقع شده‌است.

## خصوصیات
الیسورن ۷۹۲ نفر جمعیت دارد.